# 디지털플랫폼정부
디지털플랫폼정부는 최신 디지털 기술을 활용하여 다양한 데이터를 통합하고 연계하고 분석하는 디지털 플랫폼을 기반으로 국민과 기업과 정부가 함께 사회 문제를 해결하고 새로운 가치를 창출하는 정부를 구현하기 위한 윤석열 정부의 정책이다. 팀 오라일리(Tim O'Reilly)가 2010년 발표한 '플랫폼으로서의 정부'(Government as a Platform)와 관련된다.

## 추진경과

### 제20대 대통령 선거운동 기간 중
2022년 1월 2일 윤석열 후보는 기자회견에서 새해 첫 공약으로 '디지털플랫폼정부' 공약을 발표했다. 이때 윤석열 후보는 다음과 같이 말하며 디지털플랫폼정부의 필요성을 강조했다.
저는 우리나라의 정부를 디지털플랫폼정부로 바꾸고자 합니다. 이것은 디지털 기술과 빅데이터에 기반한 국민 맞춤형 서비스 정부라고 할 수 있습니다. 새로운 디지털플랫폼정부를 추진하는 이유는,
- 첫째, 사람이 아니라 과학적 데이터에 기반하여 국민이 원하는 것을 정확하게 파악해서 서비스하기 위한 것입니다.
- 둘째, 그동안 방법을 몰라서 권리를 찾지 못했던 국민들에게도 정부가 먼저 서비스를 하기 위한 것입니다.
- 셋째, 담당 업무와 관련해서 국민 누구나 친분이 있는 공무원이 있건 없건 공정하고 정직한 서비스를 받게 하기 위한 것입니다.

### 제20대 대통령직 인수위원회 기간 중
2022년 3월 29일 제20대 대통령직 인수위원회는 '디지털플랫폼정부 TF'를 발족시켰다.
TF 팀장을 고진 한국메타버스산업협회 회장이 맡았고, 인수위원회에서 기획조정분과 최종학 위원, 과학기술교육분과 김창경 위원, 정무사법행정분과 박순애 위원과 여러 전문위원, 실무위원이 참여했다. 이와 함께 과학기술정보통신부, 행정안전부, 개인정보보호위원회, 기획재정부, 산업통상자원부, 통계청, 한국지능정보사회진흥원, 한국전자통신연구원 등 여러 정부기관과 공공기관에서 공무원과 연구원이 참여했으며, 여러 대학, 기업, 협회의 전문가들도 민간위원으로 참여했다. 
2022년 5월 2일 안철수 인수위원장과 고진 팀장이 "디지털플랫폼정부 추진방향"이란 주제로 TF의 활동 성과를 발표했다. 

### 윤석열정부 출범 이후
2022년 6월 15일 '디지털플랫폼정부위원회의 설치 및 운영에 관한 규정'을 대통령령으로 제정하기 위한 입법예고가 시작했다. 이 영의 목적은 디지털플랫폼정부를 구현하기 위한 추진체계로 '디지털플랫폼정부위원회'를 설치하고, 그 구성과 운영 등에 필요한 사항을 규정하는 것이다.
2022년 6월 28일 국무회의에서 '디지털플랫폼정부위원회의 설치 및 운영에 관한 규정'이 통과됨으로써, 디지털플랫폼정부의 추진체계를 구성하기 위한 근거규정이 마련되었다. 이 대통령령은 2022년 7월 1일 시행되었다.
2022년 7월 29일 윤석열 대통령은 고진 한국메타버스산업협회 회장을 디지털플랫폼정부위원회 위원장으로 위촉하였다.

## 주요 내용
2022년 5월 2일 발표된 "디지털플랫폼정부 추진방향"에는 디지털플랫폼정부의 기본원칙, 중점 추진과제 등이 제시되어 있다.

### 기본원칙
1. 국민과 함께 혁신하고 민관이 함께 성장하는 혁신생태계를 조성한다.
2. 공공데이터는 네거티브 원칙 하에 디지털 방식으로 전면 개방한다.
3. 공공서비스는 국민의 관점에서 통합적, 선제적, 맞춤형으로 제공한다.
4. 부처간 칸막이를 철폐하고, 디지털 플랫폼으로 하나의 정부를 구현한다.
5. 행정 프로세스를 재설계하고, 조직문화 및 인사제도까지 혁신한다.
6. 정부는 인공지능·데이터 기반으로 정책결정을 과학화한다.
7. 개인정보를 보호하고 안전하고 신뢰할 수 있는 이용환경을 보장한다.
8. 데이터와 서비스의 민관 공유를 위한 개방형 표준을 마련한다.
9. 세계 시장을 선도할 수 있는 디지털플랫폼정부를 만든다.

### 비전
- 모든 데이터가 연결되는 세계 최고의 디지털플랫폼정부

### 목표
- 편안한 국민: 선제적 맞춤형 서비스
- 혁신하는 기업: 디지털플랫폼정부 혁신의 동반자
- 과학적인 정부: 인공지능, 데이터 기반으로 일 잘하는 정부

### 중점 추진과제
- 국민체감 선도 프로젝트[11]

- 단기 체감효과가 높은 혁신과제부터 신속히 추진

- 먼저 찾아가는 공공서비스

- 신청하지 않아도 선제적으로 맞춤형 추천
- 한번만 입력하고 간편하게 이용
- 누구나 쉽게, 한 곳에서 한 번에

- 인공지능·데이터 기반 과학적 국정운영

- 데이터 기반 디지털 국정관리 체계 확립
- 국가현안 해결에 민관·부처 간 협업 확대
- 공직 전반의 디지털 역량 및 이해도 제고

- 세계를 선도하는 디지털플랫폼정부 혁신 생태계 조성

- 국민이 원하는 데이터 전면 개방 및 활용 촉진
- 디지털플랫폼정부 민관협력 혁신 인프라 구축
- 국가 디지털혁신 저해 규제·관행·제도 개선

- 안전하고 신뢰할 수 있는 이용환경

- 활용과 보안을 동시 제고하는 신 보안체계 구축
- 개인정보의 안전한 활용 기반 강화
- 보안역량 취약 중소기업·소상공인 지원 확대